# Amit Zenati
Amit Zenati (in ebraico עמית זנטי‎?; Ashdod, 2 aprile 1997) è un calciatore israeliano, attaccante del Maccabi Herzliya.

## Carriera
Ha giocato nella massima serie israeliana.

## Palmarès

### Competizioni nazionali
- Coppa d'Israele: 1

Bnei Yehuda: 2018-2019